# Ярденко, Екатерина Ивановна
Екатерина Ивановна Ярденко (род. 25 августа 1946, Корец, Ровенская область) — советский и российский театральный деятель, режиссёр театра кукол.
Окончила Московское культурно-просветительское училище (1969 год), Государственный институт театрального искусства имени А. В. Луначарского — ГИТИС (1975 год).
Заслуженный деятель искусств Марийской АССР (1986). Член союза театральных деятелей Российской Федерации с 1983 года, ветеран труда (1989).

## Биография
Некоторые постановки Ярденко осуществлены по собственным инсценировкам — в частности, спектакль «Любимая лошадь братца Кролика» по мотивам «Сказок дядюшки Римуса» Джоэля Харриса.
Ставила спектакли русских и зарубежных писателей.
После выхода на пенсию в августе 2001 года выехала из Республики Марий Эл в Истринский район Московской области на постоянное место жительства.
Ученица Сергея Образцова. 25 лет театр возглавляла Республиканский театр кукол Республики Марий Эл, с 1977 по 2001 год работала главным режиссёром. По словам театрального журналиста Н. Ефимовой,

под руководством двух мудрых людей — директора Вячеслава Кузнецова и главного режиссёра Екатерины Ярденко кукольный дом выстаивает в любые невзгоды.